# 片貝町 (新潟県)
片貝町（かたかいまち）は、かつて新潟県にあった町。現在の小千谷市片貝地区。

## 沿革
- 1889年（明治22年）4月1日 - 町村制施行により三島郡片貝村、山屋村が合併し、片貝村（かたかいむら）が発足。
- 1901年（明治34年）11月1日 - 三島郡高梨村と合併し片貝村を新設。
- 1947年（昭和22年）11月3日 - 町制施行し片貝町となる。
- 1955年（昭和30年）3月31日 - 小千谷市鴻巣町を編入。
- 1956年（昭和31年）3月31日 - 小千谷市に編入して消滅。